# Audun Grønvold
Audun Grønvold (ur. 28 lutego 1976 w Hamar, zm. 15 lipca 2025) – norweski narciarz, specjalista narciarstwa dowolnego. 
Specjalizował się w skicrossie. Wywalczył brązowy medal w skicrossie na igrzyskach olimpijskich w Vancouver. Ponadto zdobył też brązowy medal w tej samej konkurencji podczas mistrzostw świata w Ruka. Najlepsze wyniki w Pucharze Świata w narciarstwie dowolnym osiągnął w sezonie 2006/2007, kiedy to zajął 5. miejsce w klasyfikacji generalnej, a w klasyfikacji skicrossu wywalczył małą kryształową kulę.
Do 2009 startował także w zawodach narciarstwa alpejskiego. Nie startował na igrzyskach olimpijskich w konkurencjach narciarstwa alpejskiego. Na mistrzostwach świata w narciarstwie alpejskim najlepszy wynik osiągnął podczas mistrzostw w Vail w 1999 r., kiedy to zajął 8. miejsce w biegu zjazdowym. Najlepsze wyniki w Pucharze Świata w narciarstwie alpejskim osiągnął w sezonie 1998/1999, kiedy to zajął 36. miejsce w klasyfikacji generalnej.
Zmarł 15 lipca 2025 w następstwie porażenia piorunem, którego doznał 12 lipca podczas pobytu w swoim domku letniskowym.

## Osiągnięcia w narciarstwie dowolnym

### Igrzyska olimpijskie
| Miejsce | Dzień     | Rok  | Miejscowość | Konkurencja | Zwycięzca      |
| ------- | --------- | ---- | ----------- | ----------- | -------------- |
| 3.      | 21 lutego | 2010 | Vancouver   | Skicross    | Michael Schmid |

### Mistrzostwa świata
| Miejsce | Dzień    | Rok  | Miejscowość          | Konkurencja | Zwycięzca    |
| ------- | -------- | ---- | -------------------- | ----------- | ------------ |
| 3.      | 18 marca | 2005 | Ruka                 | Skicross    | Tomáš Kraus  |
| 8.      | 6 marca  | 2007 | Madonna di Campiglio | Skicross    | Tomáš Kraus  |
| 28.     | 2 marca  | 2009 | Inawashiro           | Skicross    | Andreas Matt |

#### Miejsca w klasyfikacji generalnej
- sezon 2004/2005: 61.
- sezon 2005/2006: 89.
- sezon 2006/2007: 5.
- sezon 2007/2008: 56.
- sezon 2008/2009: 44.
- sezon 2009/2010: 7.

#### Miejsca na podium
1. Flaine – 10 stycznia 2007 (Skicross) – 1. miejsce
2. Les Contamines – 2 lutego 2007 (Skicross) – 1. miejsce
3. San Candido – 22 grudnia 2009 (Skicross) – 2. miejsce
4. Grindelwald – 12 marca 2010 (Skicross) – 1. miejsce
5. Hasliberg – 14 marca 2010 (Skicross) – 2. miejsce
6. Sierra Nevada – 20 marca 2010 (Skicross) – 2. miejsce

## Osiągnięcia w narciarstwie alpejskim

### Mistrzostwa świata
| Miejsce | Dzień       | Rok  | Miejscowość          | Konkurencja | Zwycięzca     |
| ------- | ----------- | ---- | -------------------- | ----------- | ------------- |
| 18.     | 3 lutego    | 1997 | Sestriere            | Supergigant | Atle Skårdal  |
| 8.      | 6 lutego    | 1999 | Vail                 | Zjazd       | Hermann Maier |
| 24.     | 30 stycznia | 2001 | St. Anton am Arlberg | Supergigant | Daron Rahlves |
| 22.     | 7 lutego    | 2001 | St. Anton am Arlberg | Zjazd       | Hannes Trinkl |

#### Miejsca w klasyfikacji generalnej
- sezon 1996/1997: 79.
- sezon 1997/1998: 138.
- sezon 1998/1999: 36.
- sezon 1999/2000: 96.
- sezon 2000/2001: 71.
- sezon 2001/2002: 86.
- sezon 2002/2003: 108.

#### Miejsca na podium
1. Sierra Nevada – 10 marca 1999 (zjazd) – 3. miejsce